# 1941 у хокеї з шайбою
Нижче наведені хокейні події 1941 року у всьому світі.

## НХЛ
У фіналі кубка Стенлі «Бостон Брюїнс» переміг «Детройт Ред-Вінгс».

## Національні чемпіони
- Богемія та Моравія: ЧЛТК (Прага)
- Італія: «Міланезе»
- Німеччина: «Ріссерзеє» (Гарміш-Партенкірхен)
- Румунія: «Ювентус» (Бухарест)
- Словаччина: СК (Братислава)
- Угорщина: «Будаї» (Будапешт)
- Фінляндія: КІФ (Гельсінкі)
- Швейцарія: «Давос»
- Швеція: «Седертельє»
- Югославія: «Олімпія» (Любляна)

## Переможці міжнародних турнірів
- Кубок Шпенглера: «Давос» (Швейцарія)
- Кубок Татр: «Славія» (Пряшів, Словаччина)

## Народились
- 27 лютого — Ян Клапач, чехословацький хокеїст. Чемпіон світу.
- 5 травня — Олександр Рагулін, радянський хокеїст. Олімпійський чемпіон. Член зали слави ІІХФ.
- 6 червня — Маршалл Джонстон, канадський хокеїст. Член зали слави ІІХФ.
- 16 серпня — Баррі Маккензі, канадський хокеїст. Член зали слави ІІХФ.
- 6 листопада — Матті Кейнонен, фінський хокеїст. Член зали слави ІІХФ.